# Saarijärvi (sjö i Joensuu, Norra Karelen, 62,57 N, 30,67 Ö)
Saarijärvi är en sjö i kommunen Joensuu i landskapet Norra Karelen i Finland. Sjön ligger 169,1 meter över havet. Den är 6 meter djup. Arean är 64 hektar och strandlinjen är 5,83 kilometer lång. Sjön  ingår i Jänisjokis huvudavrinningsområde.   Den ligger omkring 46 kilometer öster om Joensuu och omkring 400 kilometer nordöst om Helsingfors. 
I sjön finns ön Koivusaari. 